# ويليام إل. هاركنيس
ويليام إل. هاركنيس (بالإنجليزية: William L. Harkness)‏ هو شخصية أعمال أمريكي، ولد في 8 أغسطس 1858 في بلفيو في الولايات المتحدة، وتوفي في 10 مايو 1919 في نيو هايد بارك في الولايات المتحدة.